# 今夜もセレナーデ
今夜もセレナーデ（こんやもセレナーデ）は、TBSラジオをキー局にJRN系で1983年10月11日から1984年10月5日まで、午前1時から3時まで放送されていた深夜放送番組である。

## 概要
パーソナリティのプライベートなことを話すことはほとんどなく、聴取者の思い出の曲を一部特集を交えて流すというスタイルであった。落ち着いた語り口は、それまでの若年層向けの番組などでは聴くことができなかった。
その一端を担っていたと思われるのは、パーソナリティによる冒頭のナレーションで、「夜の帳（とばり）がおりる頃聞こえてくる歌があります」「地平線のかなたに―」「夜は素敵な時間―」など数種類のフレーズがあった。
番組の選曲コンセプトは、「70年代」。1970年代のある日を採り上げ、その日のチャートを紹介していた。第一回放送1曲目は、南沙織の「色づく街」。
この他には、以下のコーナーがあった。
- 「ポップスリクエスト」- 洋楽を一曲だけ紹介。
- 「LP特集」
- 歌詞のワンフレーズだけ覚えているというリスナーからの依頼から、その曲を探すコーナー→後に「たずね歌」のタイトルがついた
- 「夜中のニュース」
毎日深夜1時30分過ぎのコーナー。報道部の中村欣資が出演し、ただニュースを伝えるだけではなく、これを聞いてどう思うか、どう対処するかなどをリスナーに考えて欲しいという目的で後にコメントを付けていた。このコーナーには意見から人生相談まで様々なお便りをもらったという。

放送の最終週は、1970年代のベスト100を放送した。上位10曲は以下の通り。
- 1位 － あの日にかえりたい（荒井由実。1年間の放送中でのリクエスト総数も最も多かった[2]。）
- 2位 － 神田川（南こうせつとかぐや姫）
- 3位 － ふれあい（中村雅俊）
- 4位 － 「いちご白書」をもう一度（バンバン）
- 5位 － 横須賀ストーリー（山口百恵）
- 6位 － いとしのエリー（サザンオールスターズ）
- 7位 － 勝手にしやがれ（沢田研二）
- 8位 － なごり雪（イルカ）
- 9位 － 心の旅（チューリップ）
- 10位 － あの素晴しい愛をもう一度（北山修&加藤和彦）　
（出典：[3]）

最終回となった1984年10月5日の放送で最後に流れた曲は、吉田美奈子「夢で逢えたら」であった。

## テーマ楽曲
テーマ楽曲は、大野雄二による「ルート246」（アルバム『フルコース』収録）であった。

## 曜日ごとのパーソナリティ
断りのない限り1983年秋より
- 月曜日 － 榊原良子 → 1984年4月より大野香菜
- 火曜日 － 国弘洋右子
- 水曜日 － 末木明美
- 木曜日 － 畠山里美
- 金曜日 － 1984年4月まで大野香菜
1984年4月以後金曜日は「アーティストマガジン・週刊ファンハウス」を放送するために廃枠となった。